# Doris Carter
Doris Carter, född 5 januari 1912, död 28 juli 1999, var en australisk friidrottare. Hon deltog vid olympiska sommarspelen 1936.